# Gella Vandecaveye
Gella Vandecaveye (* 5. Juni 1973 in Kortrijk) ist eine ehemalige belgische Judoka, die bei vier Olympiastarts zwei Medaillen gewann. Sie gewann zwei Weltmeister- und sieben Europameistertitel.

## Sportliche Karriere
Die 1,70 m große Gella Vandecaveye trat in der Gewichtsklasse Halbmittelgewicht an, bis 1997 war dies die Klasse bis 61 kg, ab 1998 durfte das Gewicht 63 kg nicht überschreiten. Von 1990 und von 1992 bis 2004 gewann Gella Vandecaveye vierzehn belgische Landesmeistertitel. 1989 und 1990 gewann sie zweimal eine Bronzemedaille bei den Junioreneuropameisterschaften. Bei ihrer Olympiapremiere 1992 in Barcelona belegte sie den neunten Platz.
Der internationale Durchbruch gelang ihr 1993. Im Mai unterlag sie bei den Europameisterschaften erst im Finale gegen Yael Arad aus Israel. Am 1. Oktober 1993 gewann sie den Titel bei den Weltmeisterschaften. Im Mai 1994 siegte sie auch bei den Europameisterschaften. 1995 gewann sie sowohl bei den Europameisterschaften als auch bei den Weltmeisterschaften eine Bronzemedaille. 1996 folgte ihr zweiter Europameistertitel. Bei den Olympischen Spielen 1996 in Atlanta unterlag sie im Finale der Japanerin Yuko Emoto. 1997 gewann sie ihren dritten Europameistertitel. Im Finale der Weltmeisterschaften 1997 verlor sie gegen die Französin Séverine Vandenhende. 1998 und 1999 gewann sie erneut bei den Europameisterschaften, im Finale der Weltmeisterschaften 1999 wurde sie von der Japanerin Keiko Maeda bezwungen. 2000 und 2001 folgten der sechste und der siebte Europameistertitel, dazwischen lag der Gewinn der Bronzemedaille bei den Olympischen Spielen 2000, trotz eines gerissenen Kreuzbandes. Im Juli 2001 gelang ihr nach 1993 der zweite Titelgewinn bei Weltmeisterschaften. Bei den Europameisterschaften 2002 gewann Vandecaveye Bronze, 2003 erkämpfte sie noch eine Silbermedaille. Bei ihrem letzten Olympiastart 2004 in Athen unterlag sie gegen Driulis González und Urška Žolnir, die beiden Gewinnerinnen der Bronzemedaille.
2023 wurde ihr der 7. Dan verliehen.